# 미팅에 나갔는데 여자가 없었던 이야기
《미팅에 나갔는데 여자가 없었던 이야기》(일본어: 合コンに行ったら女がいなかった話)는 아오카와 나나가 지은 일본 만화 시리즈이다. 2020년 3월 작가의 픽시브 계정에서 연재를 시작했다. 나중에 스퀘어 에닉스가 인수하여 2021년 2월 간간 온라인(Gangan Online) 만화 웹사이트에 출판하기 시작했다. 연속극은 2022년 10월 21일부터 12월 23일까지 간사이 TV 방송, 도쿄 MX 등에서 방영되었다. 아시 프로덕션이 제작한 애니메이션은 2024년 10월 5일부터 12월 21일까지 방영했다.

## 등장 인물

### 여자
- 스오우(蘇芳)(성우: 코마츠 미카코)
- 후지(藤)(성우: 유우키 아오이)
- 코하쿠(琥珀)(성우: 토야마 나오)

### 남자
- 토키와(常盤)(성우: 타케우치 슌스케)
- 아사기(浅葱)(성우: 호리에 슌)
- 하기(萩)(성우: 카지와라 가쿠토)

### 그 밖
- 하기의 누나(성우: 이토 시즈카)
- 나데시코(撫子)(성우: 콘도 레이나)
- 치구사(千草)(성우: 타카야나기 토모요)
- 카라스바(鳥羽)(성우: 카와세 마키)
- 하시바미(榛)(성우: 아오야마 요시노)

## 방영 목록
| 회차         | 제목                                                                            | 방송 일자        |
| ------------ | ------------------------------------------------------------------------------- | ---------------- |
| 1화          | 미팅에 나갔는데 XX였던 이야기                                                   | 2024년 10월 5일  |
| 2화          | BAR에 갔는데 XX였던 이야기                                                      | 2024년 10월 12일 |
| 3화          | 술집에 갔는데 XX였던 이야기                                                     | 2024년 10월 19일 |
| 4화          | 동물원에 갔는데 XX였던 이야기                                                   | 2024년 10월 26일 |
| 5화          | 코미케에 갔는데 XX였던 이야기                                                   | 2024년 11월 2일  |
| 6화          | 우리 집에 갔는데 XX였던 이야기                                                  | 2024년 11월 9일  |
| 7화          | 캠핑장에 갔는데 XX였던 이야기                                                   | 2024년 11월 16일 |
| 8화          | 캠퍼스에 갔는데 XX였던 이야기                                                   | 2024년 11월 23일 |
| 9화          | 여름 축제에 갔는데 XX였던 이야기                                                | 2024년 11월 30일 |
| 10화         | 집에 갔는데 XX였던 이야기                                                       | 2024년 12월 7일  |
| 11화         | 바다에 갔는데 XX였던 이야기                                                     | 2024년 12월 14일 |
| 12화(최종화) | 미팅에 나갔는데 (더는 미팅에 안 가도 되지 않을까 생각하게 된 만남)이었던 이야기 | 2024년 12월 21일 |